# Independence (Utah)
Pour les articles homonymes, voir Independence.
La ville américaine d’Independence est située dans le comté de Wasatch, dans l’Utah. Sa population s’élevait à 164 habitants lors du recensement de 2010.

## Source
- (en) Cet article est partiellement ou en totalité issu de l’article de Wikipédia en anglais intitulé « Independence, Utah » (voir la liste des auteurs).